# Campoletis sonorensis
Campoletis sonorensis là một loài tò vò trong họ Ichneumonidae.